# Teretoctopus alcocki
Teretoctopus alcocki är en bläckfiskart som beskrevs av Robson 1932. Teretoctopus alcocki ingår i släktet Teretoctopus och familjen Octopodidae. Inga underarter finns listade i Catalogue of Life.